# Les Corsaires de la terre
Pour plus de détails, voir Fiche technique et Distribution.
Les Corsaires de la terre (titre original : Wild Harvest) est un film américain en noir et blanc réalisé par Tay Garnett, sorti en 1947.

## Synopsis
Joe Madigan dirige une équipe itinérante d'agriculteurs qui récolte le blé. Son ami Jim Davis rejoint le groupe. Pendant leur séjour à la ferme de Rankin, sa nièce Fay tombe amoureuse de Joe. Quand il la rejette, Fay épouse Jim. Elle persuade Jim de retenir le blé et de le vendre elle-même.

## Fiche technique
- Titre : Les Corsaires de la terre
- Titre original : Wild Harvest
- Réalisation : Tay Garnett, assisté de Gerd Oswald, Charles C. Coleman et Byron Haskin (les deux derniers non crédités)
- Scénario : John Monks Jr.	d'après une histoire de Houston Branch
- Production : Robert Fellows
- Société de production : Paramount Pictures
- Musique : Hugo Friedhofer
- Image : John F. Seitz
- Montage : William Shea et George Tomasini
- Direction artistique : Haldane Douglas et Hans Dreier
- Décorateur de plateau : Sam Comer et Frank R. McKelvy
- Costumes : Edith Head
- Pays de production :  États-Unis
- Langue : anglais
- Format : noir et blanc – 35 mm – 1,37:1 – son : mono (Western Electric Recording)
- Genre : Film dramatique
- Durée : 92 min
- Dates de sortie : 
  - États-Unis : 26 septembre 1947
  - États-Unis : 12 novembre 1947 New York
  - France : 9 février 1951
- Affiches : Jacques Bonneaud, Boris Grinsson (France)

## Distribution
- Alan Ladd : Joe Madigan, un loueur de matériel agricole
- Dorothy Lamour : Fay Rankin, l'aguichante nièce d'un exploitant agricole qui sème la zizanie entre Joe et Jim
- Robert Preston : "Bashful" Jim Davis, l'ami et associé de Joe
- Lloyd Nolan : Kink, un ouvrier agricole loyal envers Joe
- Richard Erdman : Mark Lewis
- Allen Jenkins : Higgins
- Will Wright : Mike Alperson, le loueur de matériel agricole rival de Joe
- Griff Barnett : Rankin, un exploitant agricole, l'oncle de Fay
- Anthony Caruso : Pete
- Walter Sande : Long
- Frank Sully : Nick
- Gaylord Pendleton : Swanson
- Caren Marsh : Natalie
- William Meader : Drury
- Bob Kortman : Sam
- Frances Morris : Mme Swanson
- Vernon Dent : un fermier
- Frank Hagney : un ouvrier agricole d'Alperson